# Veröffentlichungen des Staatlich-Sächsischen Forschungsinstitutes für Völkerkunde in Leipzig
Die Veröffentlichungen des Staatlich-Sächsischen Forschungsinstitutes für Völkerkunde in Leipzig sind eine vom Forschungsinstitut für Völkerkunde in Leipzig herausgegebene Buchreihe, die von 1916 bis 1940 in Leipzig erschien, zunächst im Verlag von Otto Spamer und später ebendort im Verlag R. Voigtländer. 
Das Leipziger Institut für Ethnologie (Kgl. Sächs. Forschungsinstitut für Völkerkunde) war am 1. November 1914, d. h. nach Kriegsbeginn, gegründet worden. In Leipzig hatte Wilhelm Wundt, der damalige Rektor der Universität Leipzig, 1913 an seinem „Institut für (experimentelle) Psychologie“ bereits eine „Völkerpsychologische Abteilung“ gegründet. 
Den ersten Band der Reihe bildete das Buch über die afrikanische Ethnie der Barundi („eine völkerkundliche Studie aus Deutsch-Ostafrika“) von Hans Meyer. Der zeitlich letzte Band von Willy Schilde (Orakel und Gottesurteile in Afrika: ein Beitrag zur Völkerkunde und Kulturgeschichte) erschien 1940.
Die Reihe ist untergliedert in drei Unterreihen: Erste Reihe: Ethnographie und Ethnologie, Zweite Reihe: Volkskunde und die erst später hinzugekommene Dritte Reihe: Rassenkunde, wobei von den beiden letzten jeweils nur ein Band erschienen ist.
Wie auch andere deutsche ethnologische Unternehmungen der Zeit ist die Reihe stark den ethnologischen und anthropologischen Theorien ihrer Zeit verhaftet, was sich zu einer Rassentheorie entwickelte. Dies kommt auch in den Benennungen für das Leipziger Institut zum Ausdruck, die sich von „Ethnographisches Seminar“ (gegründet von dem Göttinger Karl Weule), über „Ethnologisch-Anthropologisches Institut“ (unter Otto Reche) bis „Institut für Rassen- und Völkerkunde“ (nach der Machtergreifung der Nationalsozialisten) erstreckt.
Der erste Band erschien 1916 inmitten des Ersten Weltkriegs, sie wurde dann ab 1921 fortgesetzt.
Die Reihe darf nicht mit der neuerdings (seit 2000) in Leipzig erschienenen Reihe Veröffentlichungen des Instituts für Ethnologie der Universität Leipzig verwechselt werden.
Die folgende Übersicht erhebt keinen Anspruch auf Aktualität oder Vollständigkeit:

## Übersicht

### Erste Reihe: Ethnographie und Ethnologie
- 1. Die Barundi: eine völkerkundliche Studie aus Deutsch-Ostafrika. Hans Meyer. Verlag von Otto Spamer, Leipzig 1916 (Digitalisat)
- 2. Mana: der Begriff des "außerordentlich Wirkungsvollen" bei Südseevölkern. Friedrich Rudolf Lehmann. Verlag von Otto Spamer, Leipzig 1922 (Digitalisat)
- 3. Biene und Honig im Volksleben der Afrikaner: mit besonderer Berücksichtigung der Bienenzucht, ihrer Entstehung und Verbreitung: ein Beitrag zur Völkerkunde und Kulturgeschichte, besonders Afrikas. Mit 15 Textabbildungen und 4 Verbreitungskarten. Carl Seyffert. Leipzig: Voigtländer, 1930
- 4. Die Kultur der kalifornischen Indianer in ihrer Bedeutung für die Ethnologie und die nordamerikanische Völkerkunde. Fritz Krause. Leipzig: Spamer, 1921
- 5. Die gymnastischen Spiele der Indonesier und Südseevölker. I: Die Zweikampfspiele. Hans Damm. 1922
- 6. Das Individuum bei den Australiern: ein Beitrag zum Problem der Differenzierung primitiver Gesellschaftsgruppen im Zusammenhang mit dem psychologischen Problem der Persönlichkeit und ihrer Entwicklung. Walter Beck. Leipzig: Voigtländer, 1924
- 7. Züge aus der Religion der Herero: ein Beitrag zur Hamitenfrage. Erich Brauer. Leipzig: Voigtländer, 1925
- 8. Kleidung und Umwelt in Afrika: eine anthropogeographische Studie; zugleich ein Beitrag zur Frage nach den Grundprinzipien der Tracht. Alexander Jünger. Leipzig: Voigtländer, 1926
- 9. Neue Märchen aus Afrika: gesammelt und aus der Haussasprache übersetzt. Adam Mischlich. Leipzig: Voigtländer, 1929
- 10. Die polynesischen Tabusitten: eine ethno-soziologische und religionswissenschaftliche Untersuchung. Friedrich Rudolf Lehmann. Leipzig: Voigtländer, 1930
- 11. Die Völkerstämme im Norden von Liberia: Ergebnisse einer Forschungsreise im Auftrage des Staatlich-Sächsischen Forschungsinstitutes für Völkerkunde in Leipzig in den Jahren 1928/29. Paul Germann. Leipzig: Voigtländer, 1933
- 12. Orakel und Gottesurteile in Afrika: ein Beitrag zur Völkerkunde und Kulturgeschichte. Willy Schilde. Leipzig: R. Voigtländer, 1940

### Zweite Reihe: Volkskunde
- 1. Werner Essen: Die ländlichen Siedlungen in Litauen mit besonderer Berücksichtigung ihrer Bevölkerungsverhältnisse. Textband und Kartenband. R. Voigtländers Verlag, Leipzig 1931

### Dritte Reihe: Rassenkunde
- 1. Otto Reche / Johannes Nestler: Das frühneolithische Skelett von Groß-Tinz in Schlesien. (Hans Virchow zum 80. Geburtstag). R. Voigtländers Verlag, Leipzig, 1933